# Puchar Ameryki Południowej w narciarstwie alpejskim 2012
Sezon 2012 Pucharu Ameryki Południowej w narciarstwie alpejskim rozpoczął się 2 sierpnia w argentyńskim Cerro Castor. Ostatnie zawody z tego cyklu zostały rozegrane między 24 a 29 września 2012 roku w chilijskim Nevados De Chillan. Zaplanowano 24 zawodów dla kobiet i mężczyzn.

## Puchar Ameryki Południowej w narciarstwie alpejskim kobiet
Wśród kobiet Puchar Ameryki Południowej sprzed roku obroniła Argentynka Maria Belen Simari Birkner.
W poszczególnych klasyfikacjach tryumfowały:
- zjazd:  Aleksandra Prokopiejewa
- slalom:  Maria Belen Simari Birkner
- gigant:  Maria Belen Simari Birkner
- supergigant:  Macarena Simari Birkner

## Puchar Ameryki Południowej w narciarstwie alpejskim mężczyzn
Wśród mężczyzn Puchar Ameryki Południowej sprzed roku obronił Argentyńczyk Cristian Javier Simari Birkner.
W poszczególnych klasyfikacjach tryumfowali:
- zjazd:  Andreas Romar
- slalom:  Cristian Javier Simari Birkner
- gigant:  Sebastiano Gastaldi
- supergigant:  Josef Ferstl
 Gauthier de Tessières